# Comisario europeo de Asuntos Económicos y Monetarios
El comisario de Economía es el miembro de la Comisión Europea encargado de la cartera que coordina todos los asuntos económicos donde la Unión tenga competencias ejecutivas, como los aspectos de su política monetaria sobre la moneda única, el euro. Además se encarga de coordinar al máximo a los Estados miembros en materia de política económica y financiera.
La cartera de Economía (anteriormente, de Asuntos Económicos y Monetarios) es una de las más antiguas del Colegio. A pesar de ello, en la Comisión Juncker esta cartera se dividió en dos. Por un lado, Pierre Moscovici asumió la comisaría europea de Asuntos Económicos y Financieros, Fiscalidad y Aduanas, mientras que Valdis Dombrovskis asumió la cartera de Euro y Diálogo Social. En 2019 el italiano Paolo Gentiloni fue nombrado comisario de Economía en la Comisión Von der Leyen.